# Dave Stewart
David Lloyd Stewart (született: 1950. december 30., Waterloo, London) brit zenész, 1981 óta az énekes Barbara Gaskin társaként tevékenykedik. 13 éven keresztül dolgozott a Keyboard című amerikai folyóiratnak zenei újságíróként, írt két zeneelméleti könyvet és billentyűs hangszereken játszott több, a canterburyi szcéna vonulatához köthető progresszív rock zenekarban. Tagja volt például a Uriel, az Egg, a Khan, a Hatfield and the North, a Gong, a National Health és a Bruford nevű zenekaroknak. Feltűnt továbbá Victor Lewis-Smith több tévés és rádiós projektjében.

## Pályafutása
Bár már iskolás korában tagja volt a The Southsiders együttesnek, komolyan vehető karrierje 17 éves korában vette kezdetét, mikor billentyűs hangszereken játszott a Uriel együttesben Mont Campbell (basszus, ének), Steve Hillage (gitárok) és Clive Brooks (dobok) társaságában. Miután 1968-ban egy egész nyarat eltöltöttek Isle of Wight szigetén, Hillage elhagyta a zenekart és egyetemre ment. A maradék három tag eleinte Uriel néven folytatta a zenélést, majd megalakította az Egget. Gyors egymásutánban két albumuk is megjelent a Deccánál. 1969-ben Hillage rövid időre ismét csatlakozott korábbi társaihoz, hogy egy albumot rögzítsenek Arzachel név alatt. 1972-ben Stewart vendégszerepelt a Khan együttes első albumán, lévén a Khan Hillage új együttese.
1973-ban Stewart a Hatfield and the North együtteshez csatlakozott. Az együttest az angol író, Jonathan Coe úgy jellemezte, mint „a canterburyi szcéna talán legszerethetőbb együttesé”-t. Ezt 1975-ben otthagyta, majd egy – a Gonggal lebonyolított – turné után, 1975-ben megalapította a National Healthet a billentyűs hangszereken játszó Alan Gowen és a Hatfield egykori gitárosa, Phil Miller társaságában. Nem volt könnyű állandó dobost találniuk. Néhány hónapig Bill Bruford játszott velük, őt Pip Pyle váltotta, ezáltal összeállt a Hatfield három korábbi muzsikusa. Stewart rövidesen közreműködött Bill Bruford bemutatkozó szóló albumán (Feels Good to Me, 1977.), majd csatlakozott a fúziós együtteséhez, a Brufordhoz.
Három album és két sikeres amerikai turné után a Bruford 1980-ban befejezte ténykedését. Stewart szinte azonnal megalakította a Rapid Eye Movementet barátai, Rick Biddulph (basszus, ének – korábban road és hangmérnök volt a Hatfield és a National Health koncertjein), valamint Pip Pyle (dobok – korábban úgyszintén a Hatfieldben és a National Healthben játszott) társaságában, Jakko Jakszyk gitárossal kiegészülve. Az együttes elsősorban koncertezett, soha nem vettek fel albumot, bár franciaországi koncertjeikről fennmaradtak rossz minőségű szalagok.
1981-ben megváltoztatta zenei irányultságát és a pop műfaja felé közeledett. Az első saját neve alatt megjelenő slágert a The Zombiest alapító énekes Colin Blunstone-nal készítette. Ez Jimmy Ruffin soul klasszikusának, a "What Becomes of the Brokenhearted"-nek a feldolgozása volt, és a 13. helyet érte el a brit listákon. A folytatásra felkérte barátját, a Hatfield korábbi háttér-énekesét Barbara Gaskint, és felvették az "It's My Party" feldolgozását, amivel az első helyig jutottak 1981-ben a brit és a német listákon. Stewart és Gaskin azóta is együtt dolgozik és ezidáig öt albumot jelentettek meg. Koncerteken néha a gitáros Andy Reynolds is csatlakozik hozzájuk, Japánban, 2001 szeptemberében pedig a dobos Gavin Harrisonnal kiegészülve alkottak kvartettet.
Stewartnak vannak saját projektjei is. Ezek egyike volt a Nationalt Health 1981-es újraalakítása, hogy felvegyenek egy albumot a billentyűs Alan Gowen emlékére, de producerként működött közre a komikus Nigel Planer Hole In My Shoe című slágerének, valamint Neil's Heavy Concept Album című albumának felvételén és segített összehozni Bill Bruford Earthworks nevű jazz együttesének első lemezét.
Ő szerezte a címzenét a BBC televízió AOR-showjához, a The Old Grey Whistle Test-hez, az 1980-as évek közepén.
Gyakran összekeverik David A. Stewarttal, az Eurythmics alapítójával.

## Könyvek
- Inside the Music (1999., Miller Freeman Books, 0879305711)
- The Musician's Guide to Reading and Writing Music (második kiadás, 1999., Miller Freeman Books, 0879305703)
- The Musician's Guide to Reading and Writing Music (első kiadás, 1993., Backbeat Books, 0879302739)
- Introducing the Dots (később újraírta, mint a The Musicians Guide-ot)

## Diszkográfia

### Albumok együttesek tagjaként 1969–1980
- Uriel: Arzachel (1969)
- Egg: Egg (1970)
- Egg: The Polite Force (1971)
- Egg: The Civil Surface (1974)
- Khan: Space Shanty (1972)
- Hatfield and the North: Hatfield and the North (Virgin 1974)
- Hatfield and the North: The Rotters' Club (album) (Virgin 1975)
- Hatfield and the North: Afters (Virgin compilation, 1980)
- National Health: National Health (1977)
- National Health: Of Queues and Cures (1978)
- National Health: D.S. Al Coda (Alan Gowen emlékére, 1982)
- Bill Bruford: Feels Good to Me (1978)
- Bruford: One of a Kind (1979)
- Bruford: Gradually Going Tornado (1980)
- Bruford: The Bruford Tapes (élő) (1980)
- Bruford: Rock Goes To College (rádió 1979, DVD 2006)

### Archive CD-k együttesek tagjaként
- National Health: Missing Pieces (1996)
- Hatfield and the North: Hatwise Choice (2005)
- Hatfield and the North: Hattitude (2006)
- Uriel: Arzachel Collectors Edition (2007)
- Egg: The Metronomical Society (2007)

### Szólókislemez
- "What Becomes of the Broken Hearted", (Broken Records, 1981) (Colin Blunstone vendégénekes)

### Kislemezek / EP-k Barbara Gaskin társaságában
- "It's My Party" (Broken, 1981)
- "Johnny Rocco" (Broken, 1982)
- "Siamese Cat Song" (Broken, 1983)
- "Busy Doing Nothing" (Broken, 1983)
- "Leipzig" (Broken, 1983)
- "I'm In a Different World" (Broken, 1984)
- "The Locomotion" (Broken, 1986)
- "Walking the Dog" (Line (Germany) 1992)
- "Hour Moon" (EP) (Broken, 2009)

### Albumok Barbara Gaskin társaságában
- Up From The Dark (válogatás), Rykodisc (USA) RCD 10011 (1986)
- Broken Records – The Singles, MIDI Records (Japan) (1987)
- As Far As Dreams Can Go, MIDI Records (Japan) (1988)
- The Big Idea, Rykodisc RCD 20172 / MIDI Records (1989)
- Spin, Rykodisc RCD 20213 / MIDI Records (1991)
- Selected Tracks (válogatás), Musidisc (France) / Disky (Holland) (1993)
- Green and Blue, Broken Records BRCDLP-05 (2009. március)
- The TLG Collection, Broken Records BRCDLP-06 (2009. október)
- Broken Records – The Singles (Special Edition), Broken Records BRCDLP-01 (2010. november)
- As Far As Dreams Can Go (Special Edition), Broken Records BRCDLP-02 (2010. november)

### Producerként
- "How Beautiful You Are" (Peter Blegvad egy szám az albumról)
- "Dangerous Dreams" (Jakko Jakszyk kislemez)
- "Are My Ears On Wrong" (Jakko Jakszyk albumáról egy szám)
- Neil's Heavy Concept Album, East West 4509-94852-2 (1984)
- Earthworks (Bill Bruford, 1987)

## Fordítás
- Ez a szócikk részben vagy egészben  a   Dave Stewart című angol Wikipédia-szócikk ezen változatának fordításán alapul.  Az eredeti cikk szerkesztőit annak laptörténete sorolja fel. Ez a jelzés csupán a megfogalmazás eredetét és a szerzői jogokat jelzi, nem szolgál a cikkben szereplő információk forrásmegjelöléseként.